# Свенцицкий, Валентин Павлович
Валенти́н Па́влович Свенци́цкий (30 ноября 1881, Казань — 20 октября 1931, Канск, Восточно-Сибирский край) — священнослужитель Православной Российской Церкви, протоиерей, настоятель московского храма святителя Николая Чудотворца на Ильинке. Богослов, публицист, прозаик и драматург.

## Писатель

### Публицист
Родился в семье присяжных поверенных: потомственного дворянина Болеслава Давида Карловича Свенцицкого (1832—1896) и вятской мещанки Елизаветы Федосеевны Козьминой (1852—1927). Поскольку развод отца с бывшей женой (сбежала, бросив пятерых детей) не разрешила католическая Церковь, признан незаконнорождённым; отчество получил по имени восприемника при крещении. Учился в гимназиях: 3-й казанской (1890—1895), 1-й московской (1895—1898, выбыл из-за конфликта с законоучителем), московской частной Креймана (1900—1903); на историко-филологическом факультете Московского университета (1903—1907, исключён за невзнос платы с VII семестра). Дружил с В. Ф. Эрном, был близко знаком с А. В. Ельчаниновым, П. А. Флоренским, С. Н. Булгаковым, Андреем Белым. Мировоззрение сформировали христианство, идеи В. С. Соловьёва, творчество Ф. М. Достоевского и этика И. Канта.
В 1905 году вместе с Эрном создал первую в России христианскую политическую организацию — Христианское братство борьбы, дабы обличать религиозную неправду самодержавия, содействовать освобождению Церкви от порабощающей опеки светской власти, созыву Поместного Собора и установлению более справедливых социально-экономических отношений. Дух Братства был в корне противоположен идеологии христианского социализма: экономика и политика признавались лишь внешними формами устроения духовной жизни; в основе человеческих отношений мыслились Христовы любовь и свобода, а не внешние законы; идеалом провозглашалась Церковь, а не государство. Одной из форм легализации ХББ стало Московское религиозно-философское общество памяти Вл. Соловьёва, где Свенцицкий был товарищем председателя. Талант оратора обеспечивал неизменную популярность его выступлениям и проповедям. На суде за призыв ко всенародному посту в знак покаяния за расстрелы рабочих был оправдан после яркой речи в свою защиту. В 1905—1908 годах сделал около двадцати докладов (в том числе в Петербургском религиозно-философском обществе и Братстве ревнителей церковного обновления), опубликовал десять книг и около пятидесяти статей.
Со строго православных позиций критиковал социалистическую утопию, позитивизм, ницшеанство, клевету В. В. Розанова на Церковь, толстовство, пошлость кадетизма, смирно-либеральное, барское христианство Н. А. Бердяева и Е. Н. Трубецкого, черносотенную подделку Христа, сектантство представителей нового религиозного сознания Д. С. Мережковского и Д. В. Философова, духовный блуд мистическо-декадентских кружков, языческий цезарепапизм. Требовал созвать Церковный Собор, уничтожить эксплуатацию труда и частную собственность на землю, права отказываться от воинской повинности. Категорически отвергая хилиазм, считал долгом каждого верующего стремиться освятить духом Христовым не только частную, но и всю жизнь; в реформах видел не политический, а религиозный смысл — борьбу со злом мира.

### Прозаик и драматург
Своеобразным продолжением «Легенды о Великом Инквизиторе» Достоевского стала книга «Второе распятие Христа (Фантазия)», обличающая государственную и духовную власти в забвении евангельских заповедей: явившийся в современную Москву Иисус Христос арестован, судим за пасхальную проповедь и распят обезумевшей толпой. Роман-исповедь «Антихрист (Записки странного человека)» с необыкновенной откровенностью рассказывает о проникновении в человека инородного существа — чужого, изнутри пожирающего жертву; раскрытие таинственных глубин сердца и мастерство психологической рисовки соответствуют лучшим образцам русской литературы, а образ главного персонажа стал воплощением антигероя посеребрённого века.
Игравшиеся лучшими актерами дореволюционной России пьесы Свенцицкого охватывают жанры от мистической трагедии («Смерть») до бытовой драмы с элементами комедии («Интеллигенция»), проникнуты духом обличения пороков (построенный на автобиографическом материале «Пастор Реллинг») и пророчествуют о судьбе страны («Наследство Твердыниных»). Для рассказов характерны острые сюжеты и психологическая напряженность повествования, герои представлены в переломные моменты жизни. Выделяются написанные от женского лица новеллы «Ольга Николаевна» и «Любовь» (предвосхищает тему романа К. Абэ «Чужое лицо»), а также светящаяся мягким, лесковским юмором «На заре туманной юности», сказ о явлении Спасителя детям («Христос в детской»). Церковной жизни и борьбе с искушениями посвящены рассказы «Старый чорт», «Отец Яков», «Песнь песней».

### Богослов и философ
Уже в ранних работах выступил как оригинальный мыслитель, оказал большое влияние на Бердяева («Философия свободы», «Философия свободного духа») и И. А. Ильина («О сопротивлении злу силою»).
Полагая, что православная метафизика «целиком заключается в догматах», этическое учение строил на идее бессмертия и библейских заповедях, следование велению долга считал путём к полной материальной и духовной свободе, а существом её — охотное самопожертвование. Диалектически трактуя свободу как дар и долг (возможность и необходимость творческого раскрытия личности, выражения её Божественного начала), полагал реализацию предвечного замысла смыслом земной жизни. Целью всего мирового движения считал воплощение Божественной идеи, прогресс определял как «медленную и мучительную дифференциацию добра и зла», а во всем космосе видел становящуюся Церковь. Свободный человек — сознавшее себя богочеловеком новое существо, пребывающее в любви, радости и вечном уповании, его действия, желания и помыслы облечены во Христа. Оговаривая, что «всякое логическое познание есть ограничение, потому ничто безграничное познано быть не может», установил формальные признаки свободы — вечность и беспричинность (качества Творца бытия); различал её внешнее условие (свободную волю) и внутреннее содержание (святость); первым её выражением полагал ничем не обусловленный творческий акт — хотение, осуществляемое путём воли. При истинной свободе хотение следует не низменным началам души, а совершенному закону, при всяком же его нарушении, грехе (поскольку он рабство похотям), свобода (залог бессмертия человека) заменяется причинностью. Достигнуть совершенства — значит очистить свой дух от всякого зла, то есть стать абсолютно свободным. Но это недоступно одному: только любовное единение свободных людей, сознающих себя сынами Божьими, дает простор индивидуальным силам человека. Развивая учение А. С. Хомякова о соборности, надеялся, что религиозная общественность (не механическое, но внутреннее объединение в одно тело людей, не перестающих быть различными его членами) способна вывести церковь из пассивного состояния и преобразить социальный строй.
Разграничил социалистическое учение и движение, указав на их коренные противоречия. Оценивая первое как ненаучное, несправедливое и бессодержательное, а второе рассматривая как явление не экономическое, а биологическое (стихийный протест против буржуазного строя), отметил различие их устремлений и интересов. Выявив несоответствие сущности социалистического движения, лишенного положительных идеалов и разумно поставленных нравственных целей, с ложно понимающим его природу теоретическим обоснованием, пришел к выводу, что «в науке не дано и не может быть дано точного определения социализма»; понятие «христианский социализм» считал такой же бессмыслицей, как «сухая вода» или «мокрый огонь». Коммунистический режим определял как «ужасающую смесь дикой анархии и самого жестокого деспотизма».
Видя в «преступном самодовольном непротивленстве» одного из самых опасных врагов Церкви, предостерегал от смешения любви со слащавой улыбкой: «Больному, все спасение которого в ампутации ноги, вместо „жестокой операции“ давать сладенькую водицу — это не любовь!» Обличая подмену сожигающей огнём проповеди Христа — сантиментальными словами, обосновывал допустимость «насильственного ослабления зла» как «подлинного служения свободе». Провозгласил, что для христианина нравственно обязательна лишь война, защищающая святое дело, когда, выбирая между двумя неизбежными убийствами, он по совести может сказать: «Я поднимаю меч на насильника, чтобы меч его не опустился на неповинную жертву». Считал, что благословить войну иногда «есть прямой долг Церкви».
Определяя её роль в политической жизни, указывал: Церковь не должна быть подчинена государственной власти (как при российском самодержавии) или включать её в себя (как добивается католичество), но должна стоять выше власти и благословлять достойную, заботиться о соответствии её деятельности идеалам христианства. А народ вправе знать, признает Церковь данный государственный акт соответствующим Христовым целям на земле или власть действует от своего имени.

## Преодоление соблазнов
Осенью 1908 года вышел из состава МРФО, признав справедливость обвинений «в ряде действий, явно предосудительных» (рождение внебрачных дочерей). 
"О. В. Шер родила 6 апреля 1908 г. дочь Ольгу (восприемниками при крещении были её брат Василий и мать Свенцицкого Елизавета Федосеевна) и выдавала за сироту, привезенную из деревни. Н. С. Багатурова родила 21 июля 1908 г. в гражданском браке со Свенцицким дочь Надю, крестной которой стала О. В. Шер. Никаких иных фактов прелюбодеяний Свенцицкого до сих пор не выявлено".
С 1909 года перешёл на нелегальное положение, скрываясь от уголовных преследований за печатные выступления. Странствия по России (от Выборга до Иркутска) описал в циклах газетных очерков и книге «Граждане неба. Моё путешествие к пустынникам Кавказских гор». Поддерживал дело голгофских христиан, понимая его не как сектантство, а религиозно-общественное движение, пробуждающее сознание народа к религиозному творчеству. Призывал к живой деятельной любви и раскрытию внутренних сил души в приходской общине; считал, что вся жизнь должна объединиться вокруг храма, а несовместимое с ним отпасть вовсе. С 1915 года вёл несколько рубрик в петроградской «Маленькой газете» и обширную переписку, помогая нуждающимся советом и деньгами, стараясь собрать единомышленников в общую семью и создать христианскую организацию («свободный приход»), спаянную единством духовной жизни. Завершил философскую работу «Религия свободного человека» (полностью не сохранилась), где индивидуализму Ф. Ницше, «отрекающемуся не только от толпы, но и от Бога (то есть от самого себя)», противопоставлял христианский персонализм.

## Священник, аресты и ссылки

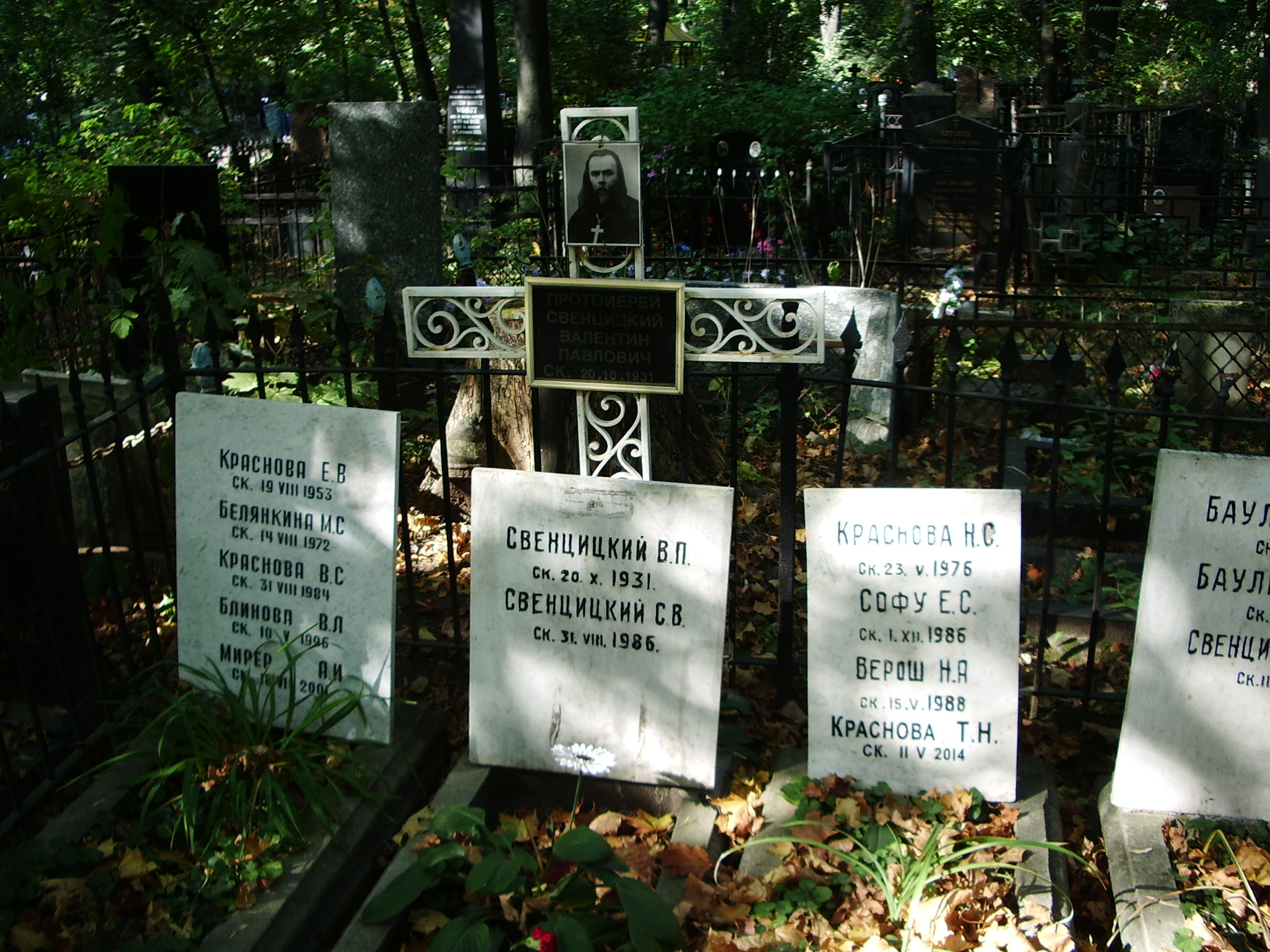
Могила Валентина Свенцицкого на Введенском кладбище

После венчания с дочерью священника Евгенией Сергеевной Красновой, по благословению своего духовного отца Анатолия Оптинского, 9 сентября 1917 года рукоположён в священника епископом Нарвским Геннадием (Туберозовым) и назначен проповедником при штабе 1-й армии Северного фронта; с 1918 года стал проповедником Добровольческой армии. Активно участвовал в подготовке и деятельности Юго-Восточного Русского Церковного Собора (работа в комиссии по составлению грамот и воззваний, доклад о деятельности прихода); в печати и с амвона призывал народ к покаянию за богоотступничество (поклонение мамоне) и борьбе с большевизмом. Только Церковь признавал нравственным фундаментом, на котором должна строиться Россия; главную роль в объединении живых сил страны отводил приходам, превращённым в сплочённые верой и любовью общественные организации, способные взять в свои руки устроение местной жизни, а впоследствии и общегосударственной: «Приходы должны сознать себя не только религиозными, но и общественными единицами. Они должны организоваться для общественных выступлений и взять в свои руки всё, что касается жизни православного человека, начиная с решений продовольственного дела и кончая самыми высшими запросами духа». Призывал пастырей стать представителями приходов, на основе которых «может воздвигнуться освобожденная государством свободная церковь».
С осени 1920 года служил и проповедовал в московских храмах, в том числе за службами Патриарха Тихона, которого почитал совестью Российской Церкви. Летом 1922 года дважды арестовывался за публичное обличение обновленцев-живоцерковников (в Бутырской тюрьме находился в одной камере с С. И. Фуделем); выслан в Пенджикент (Таджикистан), где пел на клиросе при епископской хиротонии Луки Войно-Ясенецкого и написал практическое руководство по овладению навыками молитвы Иисусовой — «Тайное поучение».
По возвращении в Москву в декабре 1924 года создал общину в храме сщмч. Панкратия на Сретенке, вёл еженедельные беседы о преподобном Серафиме Саровском и творениях преподобного Иоанна Лествичника. Осенью 1925 года представил доклад «Против общей исповеди» Патриаршему Местоблюстителю митр. Петру (Полянскому) и по его благословению провёл Великим постом 1926 года шесть чтений «О Таинстве покаяния в его истории». Летом 1926 года вместе с общиной совершил паломничество в Саров и Дивеево, где получил предсказание блаженной Марии (Фединой) о переходе в другой храм. Через месяц назначен настоятелем храма свт. Николая Чудотворца на Ильинке («Никола Большой Крест»). В 1928 году провёл с возросшей и окрепшей общиной двадцать бесед о монастыре в миру — основной идее своего служения и задаче современной церковной эпохи — духовной преграде внешним соблазнам жизни и борьбе с внутренними страстями. Указанные труды и проповеди, записанные его духовными детьми (в том числе матерью И. А. Ильина), распространялись в самиздате и вошли в сборник «Монастырь в миру».
С 1927 года стал активным деятелем Иосифлянского движения. В январе 1928 года по благословению епископа Димитрия (Любимова) разорвал каноническое и молитвенное общение с митрополитом Сергием (Страгородским) и вышел из его юрисдикции вместе с паствой. 19 мая 1928 года арестован за неприятие т. н. «Декларации», выражавшей позитивное отношение к советской власти части иерархов, и сослан в Тракт-Ужет (ныне Тайшетский район Иркутской области), где написал итоговый труд «Диалоги». В книге, построенной как беседа духовника и вопрошающего интеллигента, дал цельное изложение христианского мировоззрения; используя метод Сократа, вскрыл противоречия принципов материализма и показал необходимость веры в познании истины.
В 1930 году начались долгие мучения от почечнокаменной болезни, разрешения на операцию добиться от властей не удалось, последовал абсцесс печени. Перед смертью, не изменив мнения о «компромиссах, граничащих с преступлением», просил духовных детей последовать своему примеру: покаяться в отпадении от соборного единства. Признал Заместителя Патриаршего местоблюстителя законным первым епископом и получил прощение. Скончался в больнице г. Канск на руках у жены, родные получили разрешение перевезти тело в Москву. 9 ноября на отпевании, при огромном стечении народа, оно было обнаружено нетленным; покоится на Введенском (Немецком) кладбище Москвы (могила 7-1; пройти по дороге от главного входа, на указателе участков 5/7 повернуть налево — предпоследняя могила перед пересечением дорожек).

## Публикации
- Не мир — но меч // С.-Петербургская гос. театральная библиотека. Драматическая цензура. — № 44171. — 1915 г.
- Взыскующим града. — М., 1906 (совм. с Эрном). — 63 с.
- Христианское братство борьбы и его программа. — М., 1906. — 30 с.
- Что нужно крестьянину? — М., 1906. — 15 с.
- Правда о земле. — М., 1907. — 80 с.
- Религиозный смысл «Бранда» Ибсена. — СПб., 1907. — 31 с.
- Лев Толстой и Вл. Соловьёв. — СПб., 1907. — 16 с.
- Письма ко всем (Памфлет). — М., 1907. — 84 с.
- Второе распятие Христа (Фантазия). — М., 1908. — 84 с.
- Антихрист (Записки странного человека). — СПб., 1908 (2-е изд.). — 188 с.
- Смерть. Пастор Реллинг. — М., 1909. — 180 с.
- Жизнь Ф. М. Достоевского. — М., 1911. — 77 с.
- Интеллигенция. — М., 1912. — 175 с.
- Христос в детской. — М., 1912. — 16 с.
- О свободе человека. — М., 1912.
- Граждане неба. Мое путешествие к пустынникам Кавказских гор. — Пг., 1915. — 167 с.
- Война и Церковь. — Ростов н/Д, 1919. — 36 с.
- Общее положение России и задачи Добровольческой армии. — Екатеринодар, 1919. — 23 с.
- Россия — встань! (Две проповеди). — Ростов н/Д, 1919. — 14 с.
- Монастырь в миру. Проповеди и поучения. — Т. 1—2. — М., 1995—1996.
- Собрание сочинений. Т. 1. Второе распятие Христа. Антихрист. Пьесы и рассказы (1901—1917). — М.: Даръ, 2008. — 800 с.
- Собрание сочинений. Т. 2. Письма ко всем: обращения к народу 1905—1908. — М.: Даръ, 2011. — 752 с.
- Диалоги: Проповеди, статьи, письма / Сост., автор статьи С. В. Чертков. — М.: ПСТГУ, 2010. — 522 с.: ил.
- Проповеди. — М.: Отчий дом, 2013. — 512 с.
- Тайное поучение: Беседы. Воспоминания. Переписка / сост. и авт. коммент. С.В. Чертков. — М. : Православ. Свято-Тихонов. гуманитар. ун-т, 2013.
- Собрание сочинений. Т. 3. Религия свободного человека (1909—1913). — М.: Новоспасский монастырь, 2014. — 752 с.
- Собрание сочинений. Т. 4. Церковь, народ и революция (1910—1917). — М.: Новоспасский монастырь, 2016. — 696 с.
- Письма // Нашедшие Град. История Христианского братства борьбы в письмах и документах / сост., предисл., коммент. С. В. Черткова. — М.: Кучково поле; Спасское дело, 2017. — 472 с., 4 л. ил.